# Афро (валюта)
Афро (англ. Afro) — планируемая валюта Африканского союза, названная по аналогии с евро и амеро. Решение о введении «афро» было принято в Абудже, столице Нигерии, во время подписания договора о едином экономическом пространстве в Африке. На данный момент введение «афро» планируется на 2025 год, но перспективы плана туманны, поскольку многие страны планируют присоединиться к другим валютным союзам. Так, например, Кабо-Верде планирует войти в еврозону.

## История введения
На данный момент в Африке действует несколько валютных союзов — Западноафриканский экономический и валютный союз и Центральноафриканское валютно-экономическое сообщество используют франк КФА, Экономическое сообщество стран Западной Африки планировало в 2009 году ввести общую валюту, Восточноафриканское сообщество планирует ввести восточноафриканский шиллинг до 2015 года. На юге Африки также возможен валютный союз на основе южноафриканского ранда.
Абуджийский договор, подписанный 3 июня 1991 года в Абудже (Нигерия), оформил Африканское экономическое сообщество. Одна из его задач -- создание Африканского центрального банка и единой валюты.
В 2002 году Мансур Сисс и Барух Готтлиб изготовили «прототип» валюты, названный AFRO, который они представили 10 мая на Дакарской биеннале современного африканского искусства. Сувенирные банкноты и монеты планируемой валюты раздавались или продавались жителям Дакара и Сенегала, чтобы побудить их «задуматься о значении денег и будущем их собственной местной валюты».

## Источник
- Афро